# Ewa Braun
Pour les articles homonymes, voir Braun.
Ewa Braun est une décoratrice, costumière et directrice artistique polonaise née le 2 août 1944  à Cracovie (Pologne).

## Filmographie (sélection)
- 1990 : Europa Europa (Hitlerjunge Salomon) d'Agnieszka Holland
- 1993 : La liste de Schindler (Schindler's List) de Steven Spielberg
- 1993 : La Petite Apocalypse de Costa-Gavras
- 1995 : La Semaine sainte (Wielki tydzień) d'Andrzej Wajda
- 1995 : Les Milles de Sébastien Grall
- 1997 : Un air si pur... d'Yves Angelo
- 1997 : Brute (Bandyta) de Maciej Dejczer
- 1999 : Jakob le menteur (Jakob the Liar) de Peter Kassovitz

## Distinctions

### Récompenses
- Oscars 1994 : Oscar des meilleurs décors pour La Liste de Schindler